# Hulikurakaval, Heggadadevankote
Hulikurakaval là một làng thuộc tehsil Heggadadevankote, huyện Mysore, bang Karnataka, Ấn Độ.